# 東武動物公園駅

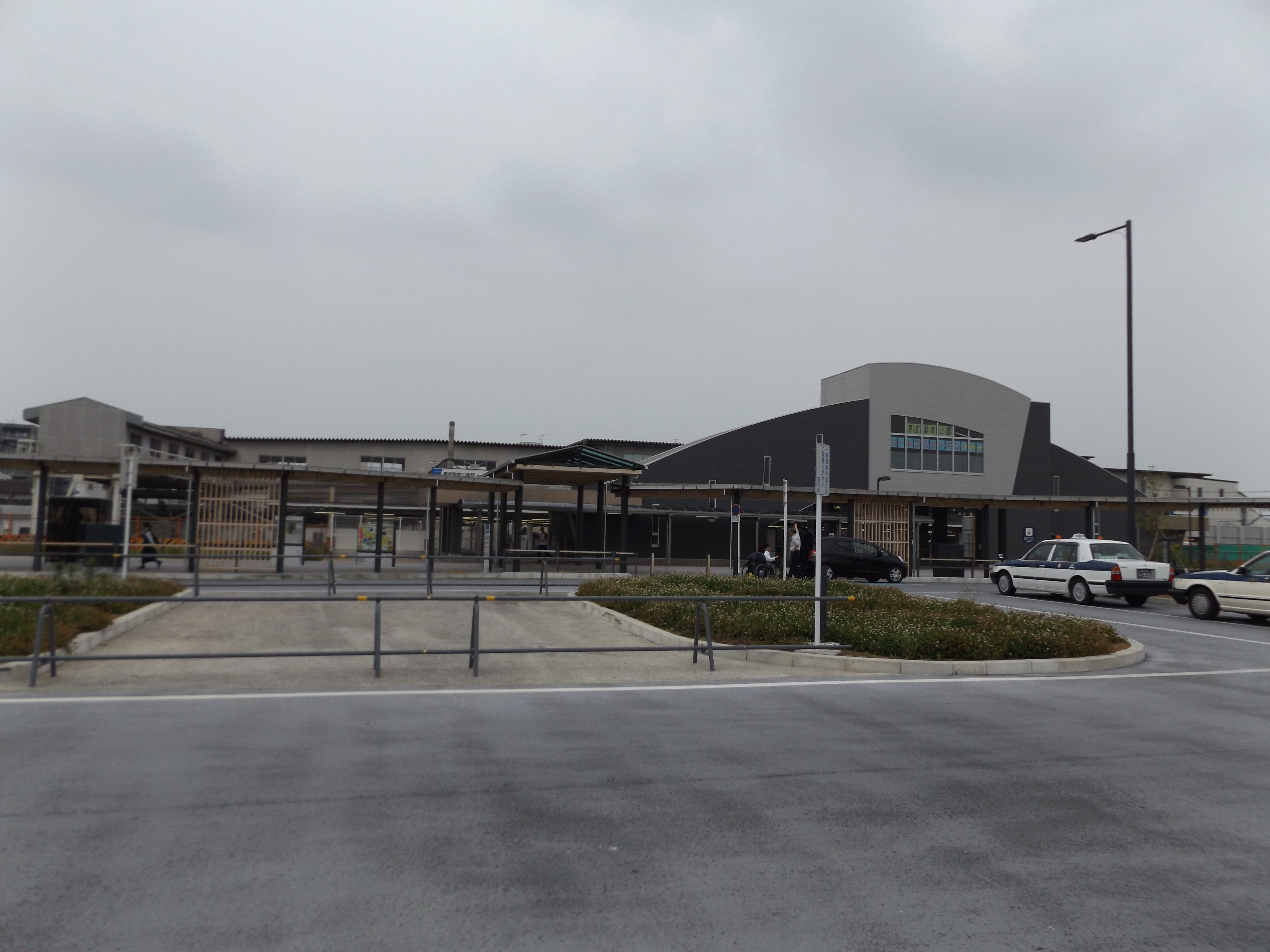
西口（2016年5月）

東武動物公園駅（とうぶどうぶつこうえんえき）は、埼玉県南埼玉郡宮代町百間二丁目にある東武鉄道の駅。駅番号はTS 30。副駅名は「日本工業大学前」。

## 概要
宮代町に所在する中心駅であるが、開業当初は東側の大落古利根川で隣接する北葛飾郡杉戸町に因み杉戸駅であった。1986年に日光線杉戸高野台駅が開業するまでは、杉戸町の中心駅の機能も有していた。東武動物公園の開園に先立つ1981年3月16日に現在の駅名に改称された。
伊勢崎線と日光線の2路線が乗り入れている。日光線は当駅が起点であるが、南栗橋方面からの列車のほとんどは伊勢崎線北千住方面へ直通している。伊勢崎線系統と日光線系統の双方が乗り入れる伊勢崎線の浅草駅・押上駅 - 当駅の間は「東武スカイツリーライン」の愛称が付けられており、愛称のない当駅から久喜方面の区間とはラインカラーなどの案内上でも区別されている。

## 歴史
- 1899年（明治32年）8月27日：東武鉄道北千住駅 - 久喜駅間開通と同時に杉戸駅として開業[2]。
- 1929年（昭和4年）4月1日：当駅から新鹿沼駅まで東武日光線が開通[4]。
- 1981年（昭和56年）3月16日：東武動物公園開園（同年3月28日）に伴い、駅名を東武動物公園駅に改称し[1]橋上駅舎化。また、営団地下鉄（現：東京地下鉄）日比谷線直通列車の乗り入れ区間が北春日部駅から当駅まで延長される[1][5]。
- 2003年（平成15年）3月19日：特急「りょうもう」全列車停車開始[6]。営団地下鉄（現：東京地下鉄）半蔵門線・東急田園都市線直通列車の運転開始[6]。
- 2004年（平成16年）3月31日：東武鉄道杉戸工場廃止。南栗橋車両管区へ統合。
- 2006年（平成18年）
  - 3月18日：特急「きりふり」（下り平日1本）が停車開始[7]。
  - 9月15日：駅構内店舗の統廃合が行われ、商業施設"STATION GARDEN"がオープン。
- 2011年（平成23年）
  - 1月21日：発車メロディを導入。
  - 4月1日：エレベーターと多機能トイレが供用開始[8]。
- 2012年（平成24年）9月30日：定期券・回数券うりば営業終了。
- 2013年（平成25年）
  - 3月16日：ダイヤ改正に伴い日中の区間準急が廃止。日中に浅草駅に向かう列車は特急と2時間に1本の運用となった区間快速のみでそれ以外は東京メトロ日比谷線と半蔵門線・東急田園都市線直通列車が大半を占める運用となった。日比谷線直通列車の乗り入れ区間が当駅から南栗橋駅まで延長[9]。
  - 8月1日：発車メロディを「東武動物公園テーマソング」に変更[10]。
- 2014年（平成26年）5月13日：新設の西口及び跨線橋が供用開始。既存の西口及び跨線橋を閉鎖[11]。
- 2015年（平成27年）
  - 2月23日：西口の駅前広場が供用開始[注釈 1]。
  - 3月26日：駅自動放送を導入。
- 2017年（平成29年）
  - 4月21日：ダイヤ改正に伴い特急「きりふり」が廃止され、当駅で分割を行う「リバティけごん」と「リバティりょうもう」が停車開始[12]。
  - 9月19日 - 10月18日：西口の駅名看板をももいろクローバーZのライブ名に因み子供祭り駅に変更[13][14]。
- 2018年（平成30年）2月1日：副駅名「日本工業大学前」を導入[3]。
- 2020年（令和2年）6月6日：座席指定列車「THライナー」運行開始により停車駅となる。当駅停車の特急「リバティけごん」が廃止され、当駅で分割を行う列車が消滅。

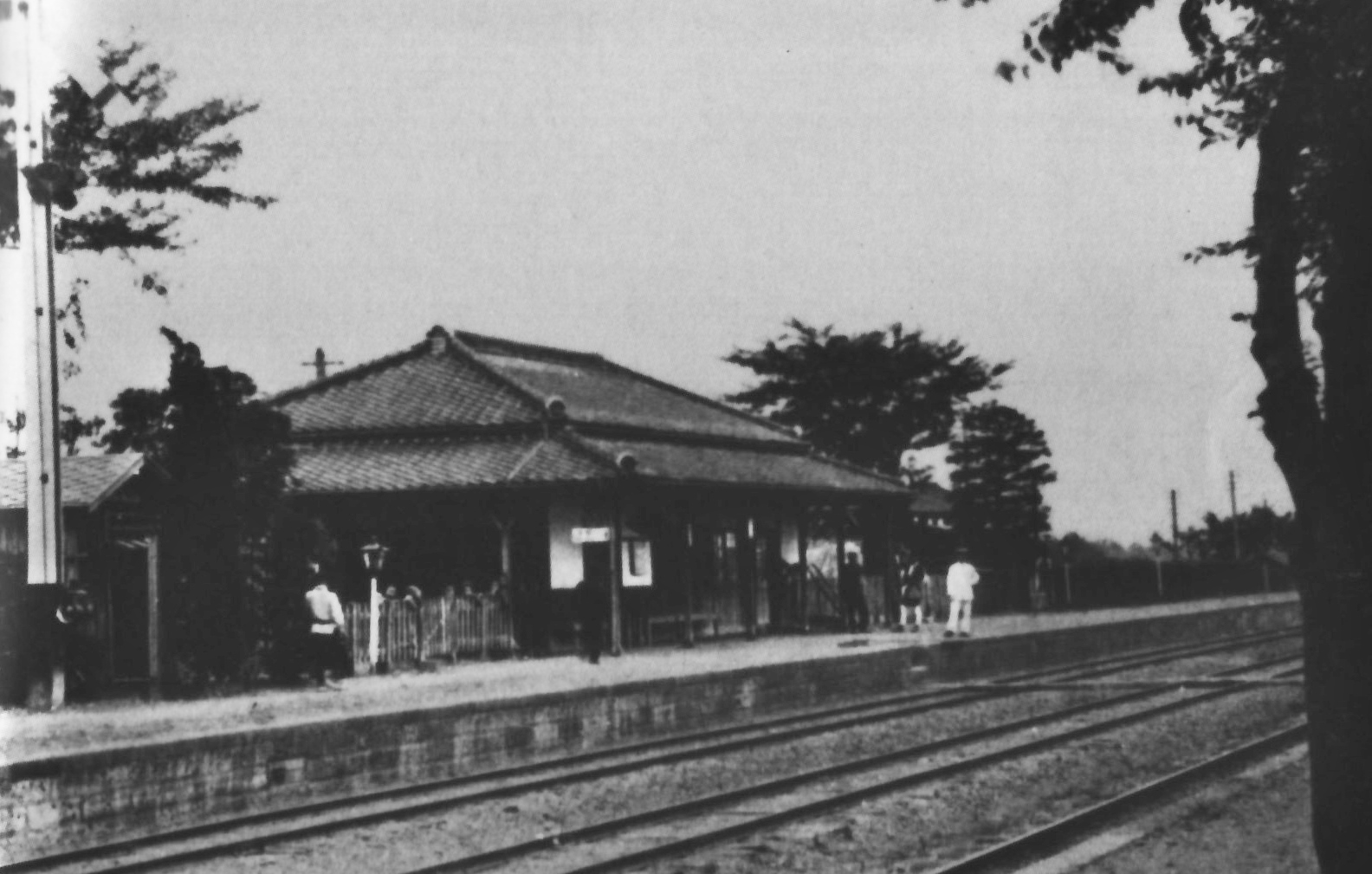
大正初期の杉戸駅
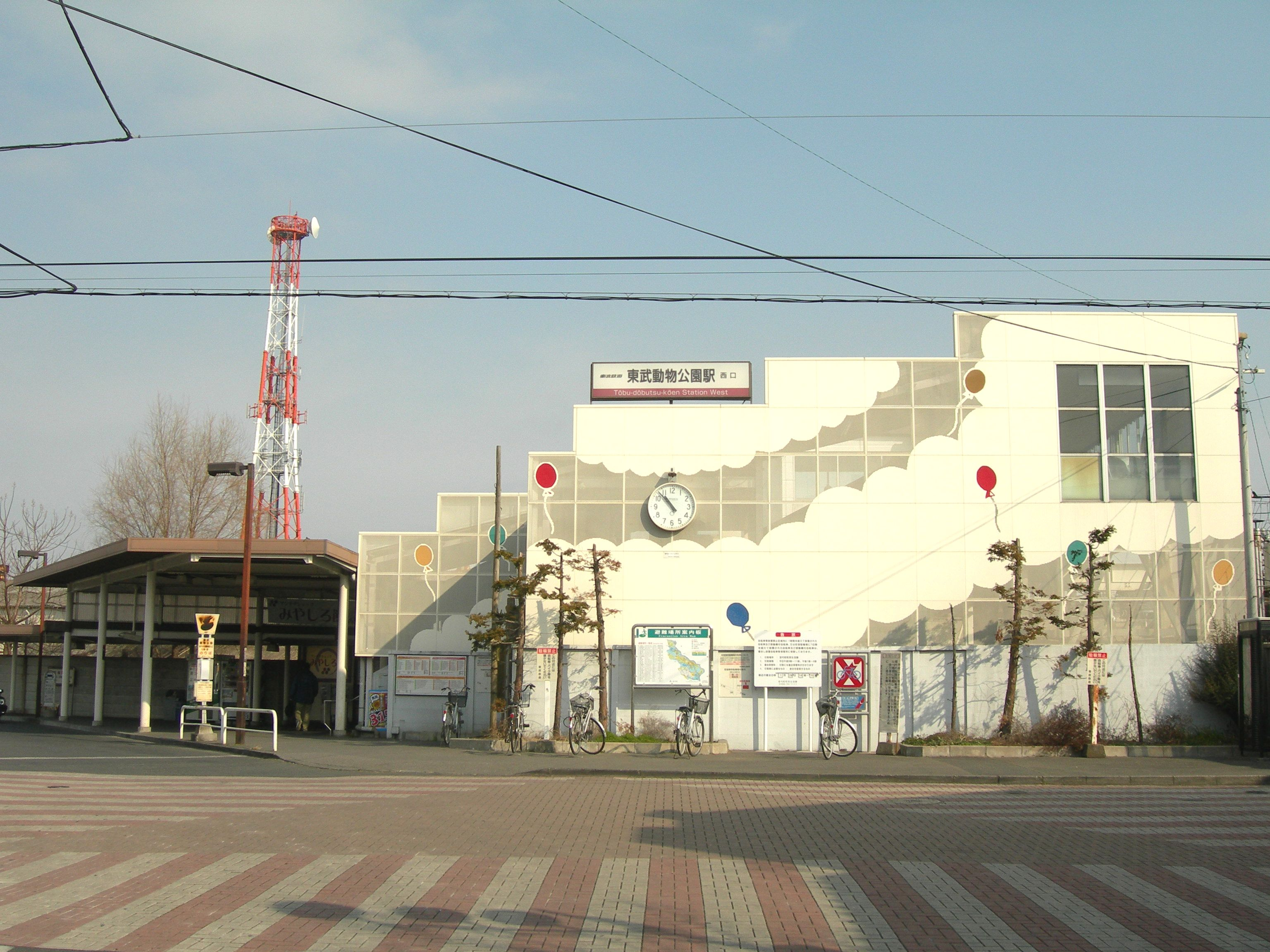
旧西口（2010年1月）
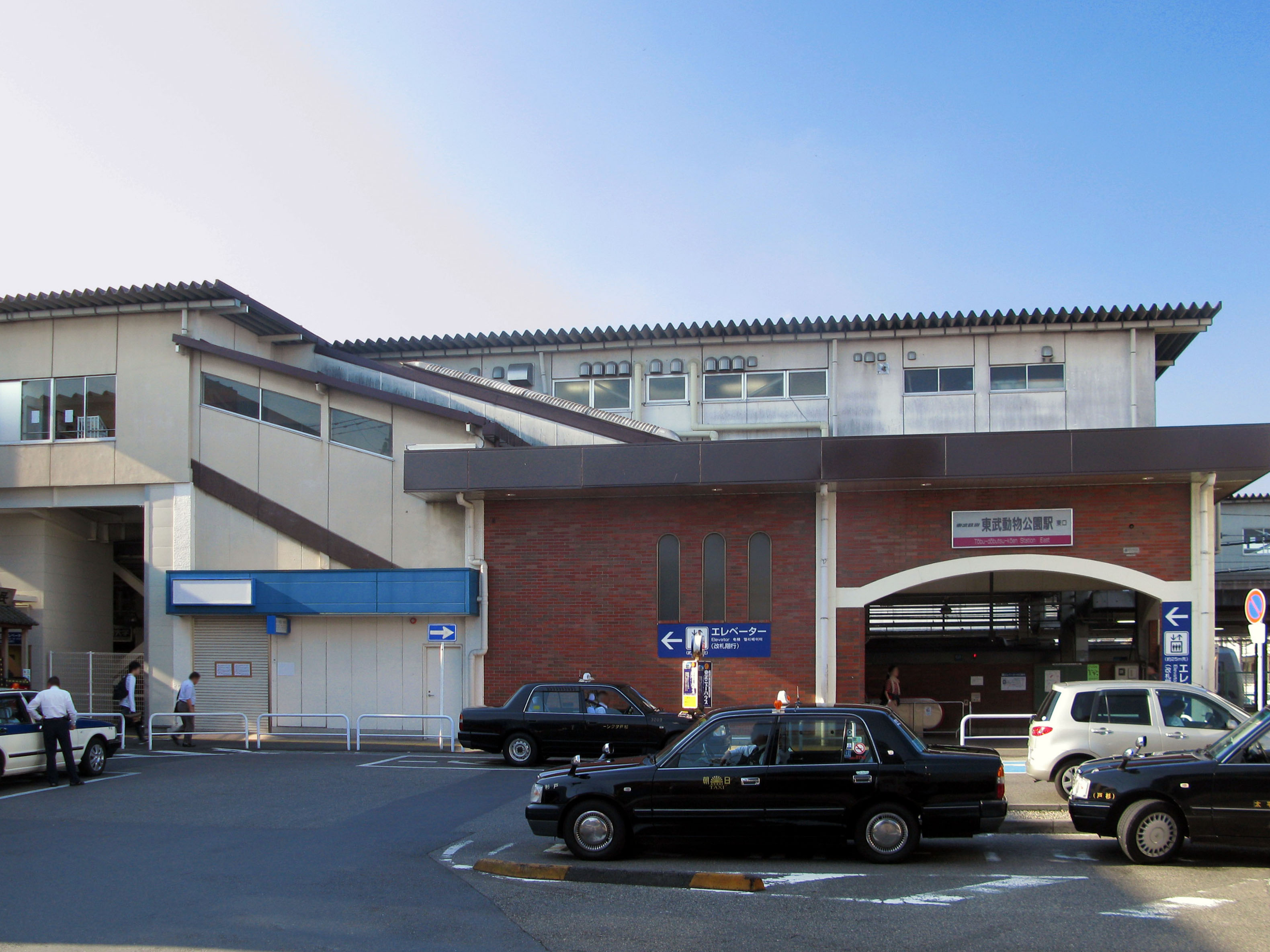
東口（2012年10月）

## 駅構造
島式ホーム2面4線の地上駅で、橋上駅舎を有している。ホームが2番線から始まるのは、1番線が橋上駅舎竣工と同時に廃止された為だが、線路は一部残されて上り線につながっており、保守機械（モーターカー等）の留置に使われている。上り2番線ホーム上の杉戸高野台駅寄りに、日光線の0キロポストが存在する。当駅北側で伊勢崎線上りと日光線下りが平面交差して分岐する。
都心から当駅で折り返す列車が多数設定されているため、伊勢崎線の和戸駅方に引き上げ線が2本ある。当駅止まりの列車は、引き上げ線に入って折り返す。
東武動物公園駅管区として、伊勢崎線姫宮駅 - 茂林寺前駅間及び、日光線杉戸高野台駅 - 南栗橋駅間を統括管理する。東武動物公園駅長は、宮代町内の3駅（東武動物公園駅・姫宮駅・和戸駅）を管理する。

### 近年の改修
2006年秋に駅構内の商店強化工事が行われ、明かり取り天窓の増設や、既存店舗のリニューアルや統廃合が実施され、理髪店・洋菓子店などが開店し、"STATION GARDEN"と名付けられた。同時に西口へのアクセス通路の変更などが実施された。
2008年度に、駅構内の案内板をピクトグラムを用いたデザインに一新した。ホームにあった吊下式駅名標と路線図は撤去され、駅名標・路線図・所要時間と一体型になった自立式案内板が設置された。同時に5番線の番線表記の色はオレンジ色から赤色に変更され、実質2006年のダイヤ改正前の状態になった。2011年1月にはエレベーター設置に伴い、案内板にある時刻表・所要時間の配置が一部変更され、同時に特急「りょうもう」の所要時間が追加された。
2010年9月末から2011年3月にかけて駅構内のバリアフリー化を図るため、エレベーター4基（東口・西口・上下線ホーム）と多機能トイレを設置する工事を実施し、2011年4月に供用を開始した。
2011年1月に発車メロディを導入し、2013年8月にはメロディを東武動物公園のテーマソングに変更した。伊勢崎線（東武スカイツリーライン）発着の3番線・5番線はストリングス調のメロディを、日光線発着の2番線・4番線は金管楽器調のメロディがそれぞれ使用されている。2015年3月に駅自動放送を導入・運用を開始した。
かつての西口とコンコースの間には、杉戸機関区・杉戸工場の跡地を跨ぐ、長い跨線橋が設置されていたが、宮代町とUR都市機構を主体とする杉戸工場跡地の再開発事業が行われ、この跨線橋は新設される跨線橋及び仮設通路の供用開始に伴い、2014年5月に閉鎖・撤去された（一部は東武鉄道の敷地内に残存し、駅の倉庫として利用されている）。2015年には新しい西口広場も完成した。

### のりば
| 番線 | 路線                   | 行先                 | 備考        |
| ---- | ---------------------- | -------------------- | ----------- |
| 2・3 | 東武スカイツリーライン | 浅草方面             |             |
| 4    | 日光線                 | 南栗橋・東武日光方面 | 一部は5番線 |
| 5    | 伊勢崎線               | 久喜・伊勢崎方面     | 一部は4番線 |

- 上記の路線名は旅客案内上の名称（「東武スカイツリーライン」は愛称）で表記している。
- 1番線は欠番。

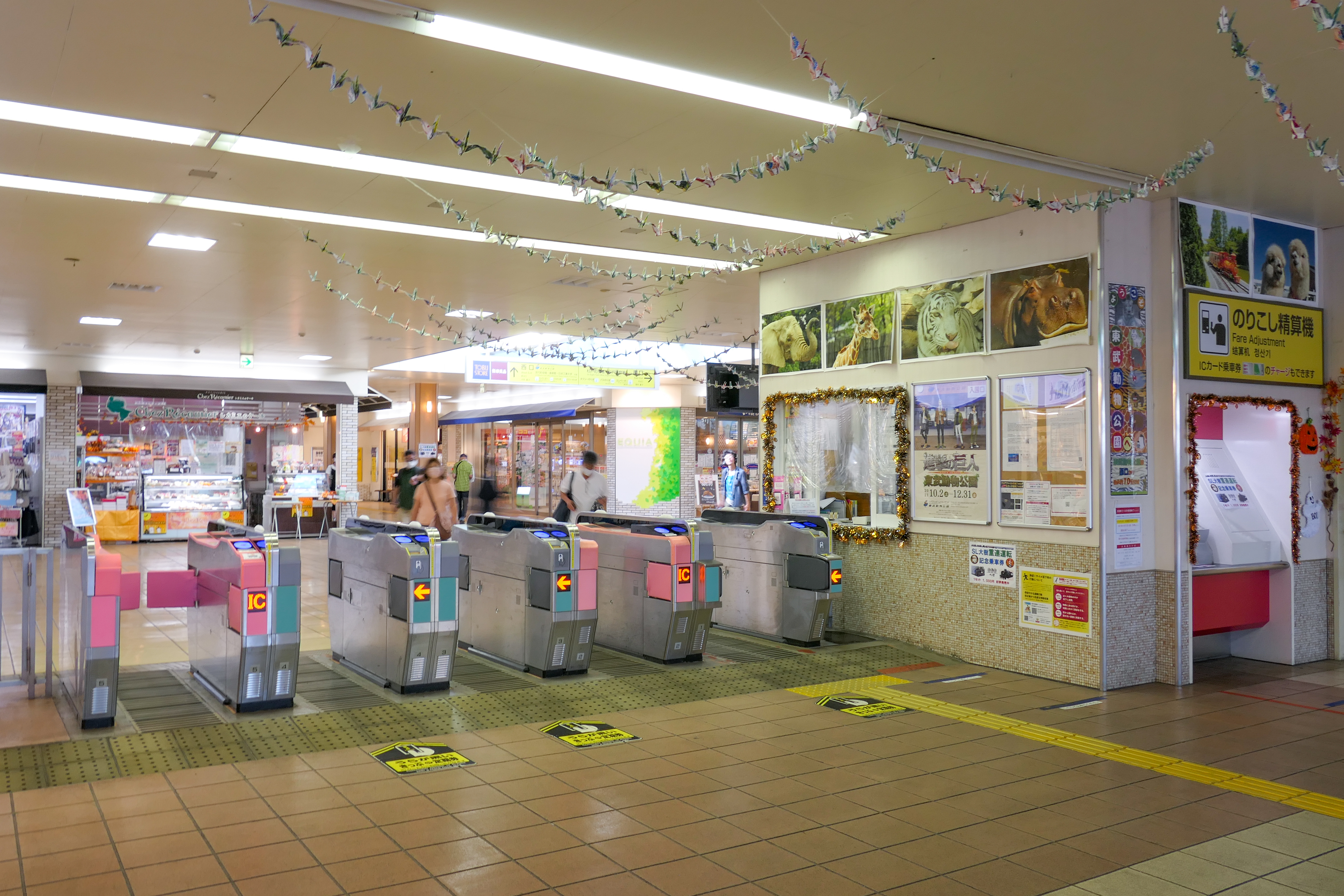
改札口（2021年10月）
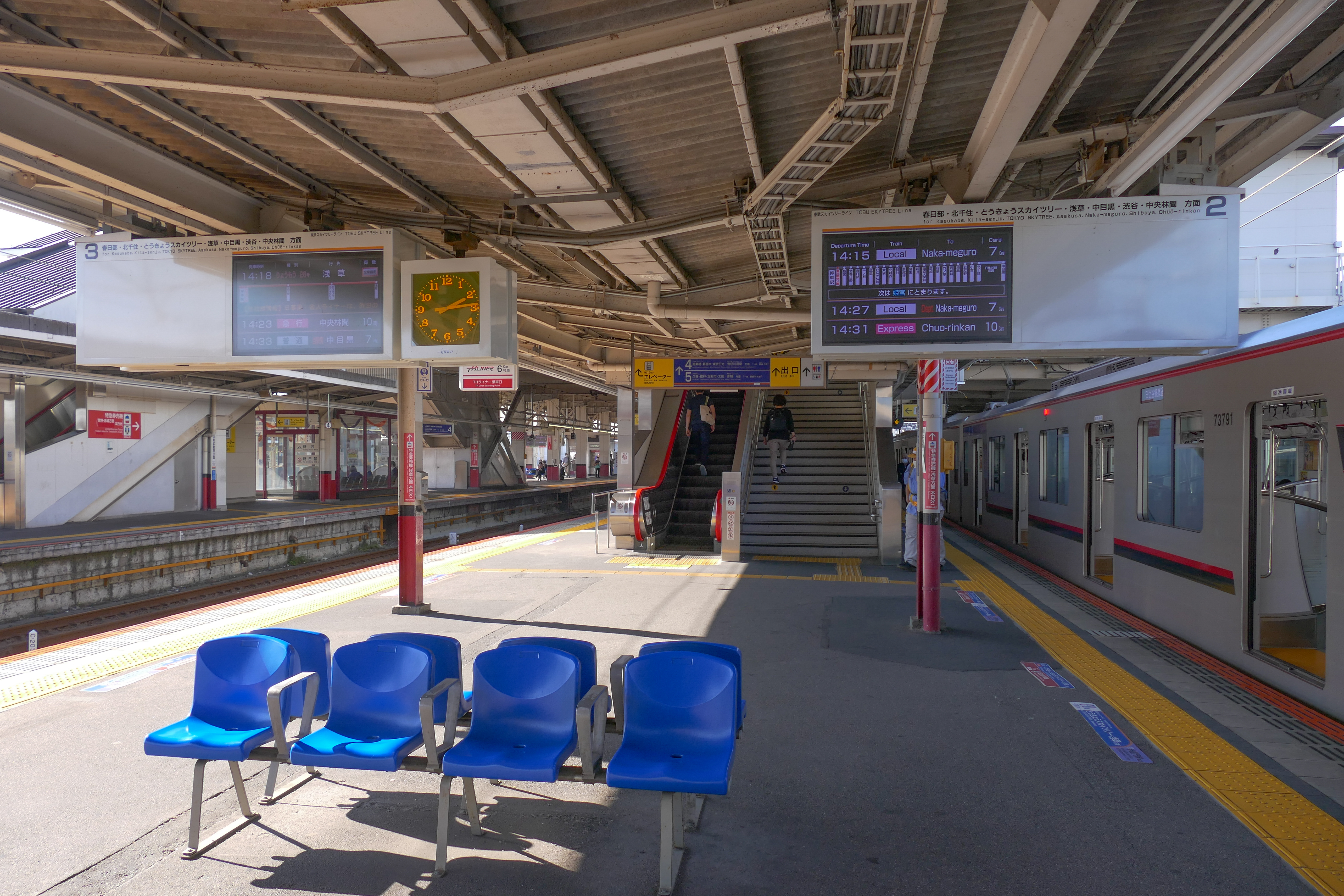
2・3番線ホーム（2021年10月）
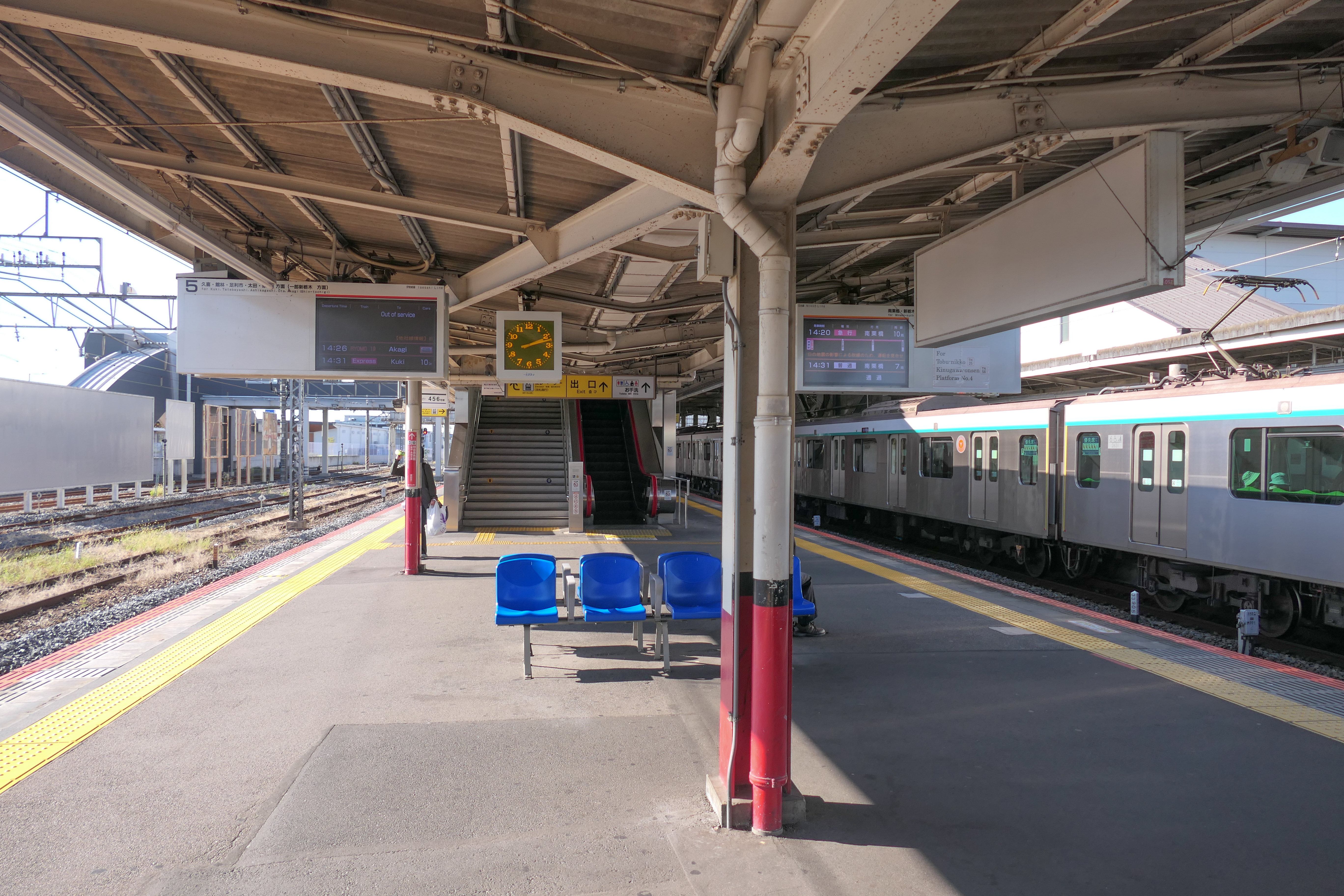
4・5番線ホーム（2021年10月）
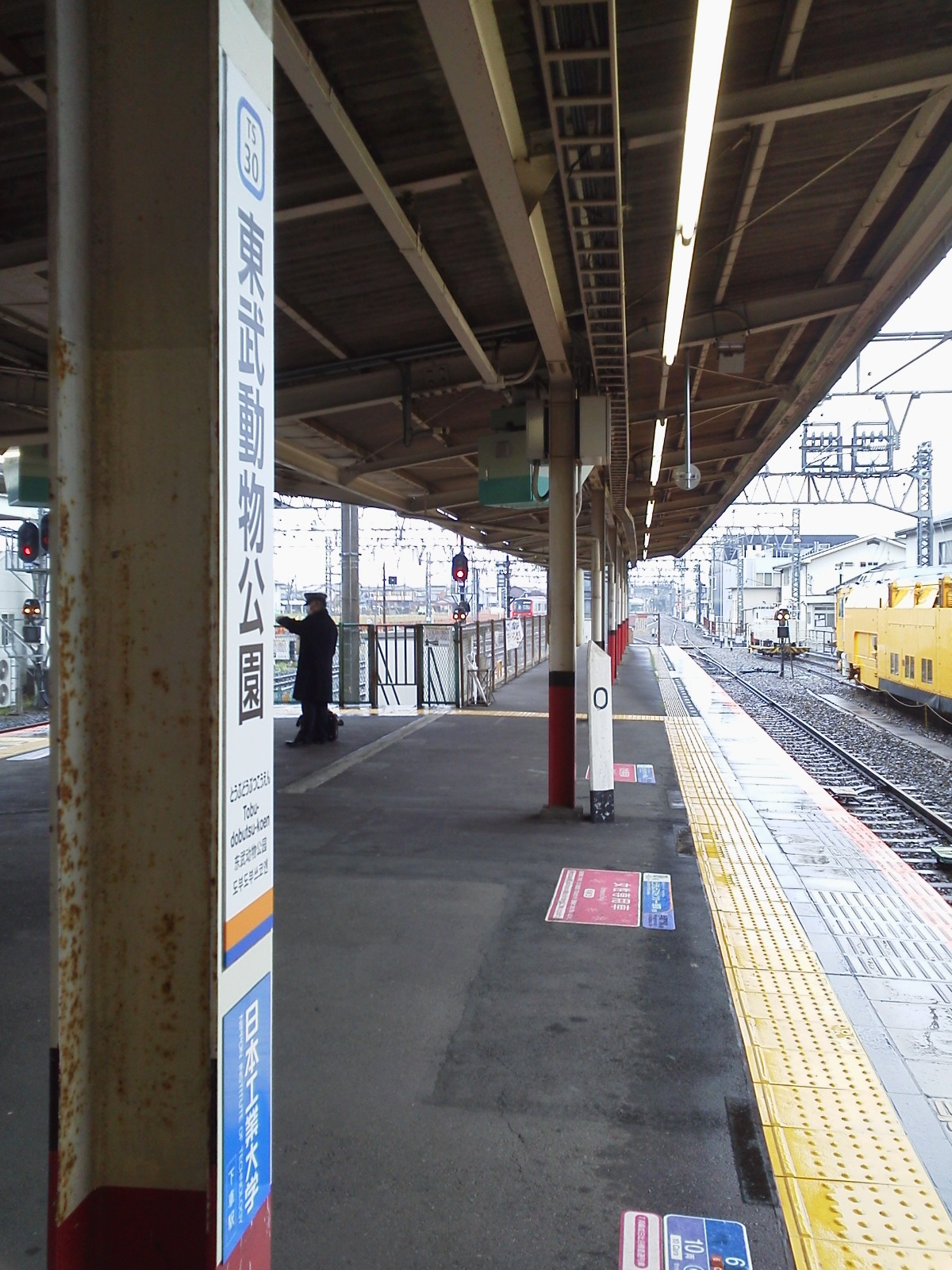
ホーム上の日光線0kmポスト（2008年10月）

#### ホーム・配線
| ← 浅草・ 春日部 方面 | 東武動物公園駅 鉄道配線略図 | → 久喜・ 館林 方面 |
|                      | ↓ 南栗橋・東武日光 方面     |                    |
| 凡例 出典:           |                             |                    |

引き上げ線が2本あるため、一見複雑だが、3番線に入る伊勢崎線上りと4・5番線から出発する日光線下りが平面交差する構造である。
- 特急「りょうもう・リバティりょうもう」は浅草方面は3番線、館林方面は5番線に発着する。駅員が特急券を確認するため、乗降口を6両編成中の2号車と5号車に限定している。
  - 2017年から2020年まで下りのみ運行されていた特急「リバティりょうもう」43号（「リバティけごん」47号と併結）は5番線に発着し、「りょうもう」と同じく駅員が特急券を確認するため乗降口をそれぞれ中間車（2両目）に限定していた。その後分割作業を行い「リバティりょうもう」→「リバティけごん」の順に発車した。
- 日光線の特急は当駅に停車せず、浅草方面は2番線、東武日光・鬼怒川温泉方面は4番線を通過する。

配線改良
橋上駅舎化からしばらくは、4番線が下りホーム、5番線は臨時ホームとなっていた。その後、列車の増発や誤乗防止のため4番線を日光線下り・当駅止まりホーム、5番線を伊勢崎線下りホームと変更したが、当駅止まりの発着が4番線のみだったことから、後続の列車が駅の目の前で待たされることがあった。
このため、5番線に当駅止まりの列車が発着できるよう構内改良工事に着手、また上り始発列車も3番線発着のみだったので2番線に入線できるようにし、さらに地下鉄半蔵門線・東急田園都市線直通運転開始を見越して、20m車8両編成対応だった引き上げ線2線を10両編成対応にする工事も実施され、いずれも2001年（平成13年）3月のダイヤ改正より使用開始した。なお、以前の引き上げ線は駅北側にある踏切手前に敷設されていたが、現在は踏切を越えた和戸駅寄り（上下線の間）に敷設されている。
直通運転開始の2003年（平成15年）3月より、特急などの通過待ちや急行・区間急行と普通列車や準急・区間準急の待ち合わせで4番線から伊勢崎線、5番線から日光線の列車が発車できるようになった。なお、5番線から発車する日光線は引き上げ線2本と伊勢崎線の上り線をまたぐのでかなりのうねりが生じる。一方、上りは伊勢崎線同士や日光線同士の通過待ちはできない配線なので、伊勢崎線系統は久喜駅、日光線系統は杉戸高野台駅か南栗橋駅で、ダイヤによっては北春日部駅で通過待ちを行う。

#### 運転・案内
- 日光線系統の特急は臨時列車やスカイツリートレイン含めて当駅を通過する。
- 当駅より久喜・南栗橋方面に向かう、準急・区間準急・急行・区間急行は各駅に停車する[9]。
- 下りの当駅始発と上りの当駅止まりが数本ある[19]。
- 日比谷線直通列車は2003年3月19日から設定されていた東武車による朝の南栗橋発中目黒行き上り1本を除き当駅までの運転となっていたが、2013年3月16日のダイヤ改正により、東京メトロとの相互直通運転区間が南栗橋まで延長され[9]、下り列車は東京メトロの車両も南栗橋まで運転されるようになった。しかし、現在も当駅始発と終点の列車が多く設定されている[19][20]。
- 2020年6月6日より運行される「THライナー」は当駅では朝の恵比寿行きは乗車のみ、夕方以降の久喜行きは降車のみ取り扱いとなる[21]。
- 半蔵門線・田園都市線直通列車にも準急の当駅始発・終着の設定があり、急行も当駅止まりのみ設定されていたが、2013年3月16日から当駅始発も設定された[9][19]。なお、急行は2024年3月現在再び当駅止まりのみの設定となっている。
- 2006年3月18日から2013年3月15日まで、昼間時に久喜駅発着の区間準急列車は南栗橋駅発着の急行列車の接続を行った。そのため当駅で2分から9分程度停車した。ただし、急行列車に大幅な遅延が発生している場合、区間準急列車は接続をとらず先に発車することがあった。2013年3月16日から昼間時間帯の列車が浅草駅 - 竹ノ塚駅間の普通列車に格下げによりこの措置は廃止されたが、かわりに南栗橋発着の日比谷線直通列車が久喜発着の急行列車の接続を行うようになった[19]。
- 上記時間帯以外にもダイヤにより上り方面は準急以下の列車が区間急行以上の列車を待ち合わせする緩急接続を[9]、下り方面は上記とは逆に久喜方面の列車が南栗橋方面の列車と接続を取る場合がある。
- 日光線下りと伊勢崎線上りが平面交差している関係でどちらかに遅延が発生していると当駅の和戸・杉戸高野台方手前で交差支障が発生することがある。

## 利用状況
2024年度の一日平均乗降人員は28,665人である。この数値は、伊勢崎線・日光線との乗り換え客は含まれていない。伊勢崎線内では第19位、日光線内では第1位である。
近年の一日平均乗降人員の推移は下表のとおりである｡
| 年度               | 1日平均乗降人員 | 1日平均乗降人員 | 1日平均乗降人員 | 1日平均乗降人員 |
| 年度               | 総数            | 定期            | 定期外          | 出典            |
| ------------------ | --------------- | --------------- | --------------- | --------------- |
| 1993年（平成05年） | 40,850          | 30,574          | 10,276          |                 |
| 1994年（平成06年） | 40,165          | 29,806          | 10,359          |                 |
| 1995年（平成07年） | 39,460          | 29,232          | 10,228          |                 |
| 1996年（平成08年） | 38,517          | 28,342          | 10,175          |                 |
| 1997年（平成09年） | 37,131          | 27,236          | 9,895           |                 |
| 1998年（平成10年） | 36,288          | 26,542          | 9,746           |                 |
| 1999年（平成11年） | 35,552          | 25,806          | 9,746           |                 |
| 2000年（平成12年） | 35,338          | 25,418          | 9,920           |                 |
| 2001年（平成13年） | 34,358          | 24,748          | 9,610           |                 |
| 2002年（平成14年） | 33,635          | 24,048          | 9,587           |                 |
| 2003年（平成15年） | 33,550          | 23,742          | 9,808           |                 |
| 2004年（平成16年） | 33,214          | 23,492          | 9,722           |                 |
| 2005年（平成17年） | 32,998          | 23,230          | 9,768           |                 |
| 2006年（平成18年） | 32,870          | 23,032          | 9,838           |                 |
| 2007年（平成19年） | 33,110          | 22,766          | 10,344          |                 |
| 2008年（平成20年） | 33,259          | 22,612          | 10,647          |                 |
| 2009年（平成21年） | 32,427          | 22,044          | 10,383          |                 |
| 2010年（平成22年） | 31,952          | 21,828          | 10,124          |                 |
| 2011年（平成23年） | 31,859          | 21,822          | 10,037          |                 |
| 2012年（平成24年） | 32,391          | 22,006          | 10,385          |                 |
| 2013年（平成25年） | 33,198          | 22,522          | 10,676          |                 |
| 2014年（平成26年） | 31,837          | 21,508          | 10,329          |                 |
| 2015年（平成27年） | 32,160          | 21,584          | 10,576          |                 |
| 2016年（平成28年） | 32,307          | 21,762          | 10,545          |                 |
| 2017年（平成29年） | 32,463          | 21,714          | 10,749          |                 |
| 2018年（平成30年） | 32,289          | 21,684          | 10,605          | [ 東武 3 ]      |
| 2019年（令和元年） | 31,354          | 21,178          | 10,176          | [ 東武 4 ]      |
| 2020年（令和02年） | 21,468          | 14,742          | 6,726           | [ 東武 5 ]      |
| 2021年（令和03年） | 25,823          | 17,784          | 8,039           | [ 東武 6 ]      |
| 2022年（令和04年） | 27,558          | 18,462          | 9,096           | [ 東武 7 ]      |
| 2023年（令和05年） | 28,443          | 18,626          | 9,817           | [ 東武 8 ]      |
| 2024年（令和06年） | 28,665          | 18,456          | 10,209          | [ 東武 1 ]      |

朝の通勤通学時間帯は、東京都心方面に向かう通勤客と館林方面に向かう通学客で混雑し、特に7時30分から8時にかけての館林行きの混雑が激しい。

## 駅周辺

### 東口
旧日光街道の宿場である杉戸宿の面影を残す、北葛飾郡杉戸町の中心地がある。国道4号も近くを通る。
- 大落古利根川（対岸が杉戸町）
- 宮代町立東小学校
- 今井病院
- 杉戸町役場
- 埼玉県立杉戸高等学校
- 埼玉りそな銀行杉戸支店
- 埼玉縣信用金庫杉戸支店
- 杉戸郵便局
- 埼玉県道408号東武動物公園停車場線 - 駅前通り

### 西口
宮代町の中心市街地が広がる。駅名のもとである「ハイブリッド・レジャーランド東武動物公園」は市街地の先にあり、連絡バスが出ている。駅前は遊休化していた東武鉄道の工場跡地に、2015年に駅前広場、2021年には商業施設が開業するなど再開発が進められている。
- 宮代郵便局
- 埼玉りそな銀行宮代支店
- 川口信用金庫宮代支店
- 宮代町役場
- 宮代町立図書館
- 宮代町立笠原小学校
- 宮代町立百間中学校
- ピアシティ宮代
- 東武ストア 東武動物公園駅前店

## バス路線
東口からは朝日自動車、西口からは茨城急行自動車、宮代町町内循環バスの路線が発着する。
- 朝日自動車 - 境・関宿方面
- 茨城急行自動車 - 東武動物公園シャトルバス
- 宮代町町内循環バス

## 隣の駅
東武鉄道
 伊勢崎線（姫宮方は  東武スカイツリーライン）
- ■特急「りょうもう」・■特急「リバティりょうもう」・□THライナー停車駅（THライナーは久喜行きが降車のみ、恵比寿行きが乗車のみの取扱い）

■急行・■区間急行（和戸側は当駅から各駅に停車）
春日部駅 (TS 27) - 東武動物公園駅 (TS 30) - 和戸駅 (TI 01)
■準急・■区間準急・■普通
姫宮駅 (TS 29) - 東武動物公園駅 (TS 30) - 和戸駅 (TI 01)
 日光線
■急行・■区間急行（杉戸高野台側は当駅から各駅に停車）
春日部駅（東武スカイツリーライン） - 東武動物公園駅 (TS 30) - 杉戸高野台駅 (TN 01)
■準急・■区間準急・■普通
姫宮駅（東武スカイツリーライン） - 東武動物公園駅 (TS 30) - 杉戸高野台駅 (TN 01)